# Веселовка (Коми)
Веселовка — посёлок в Корткеросском районе республики Коми в составе сельского поселения Мордино.

## География
Расположено на левобережье реки Локчим примерно в 37 км по прямой на юг от районного центра села Корткерос.

## История
Официально зарегистрирован в 1966 году. Население составляло 486 человек (1970 год), 390 (1989), 297 (1995).

## Население
Постоянное население составляло 281 человек (русские 62 %) в 2002 году, 181 — в 2010.